# Songbun

Modell des Systems in englischer Sprache

Songbun (Koreanisch: 성분), formell chulsin-songbun (Koreanisch: 출신성분) ist das in Nordkorea verwendete System zur Einteilung der Bevölkerung in drei Klassen, welches zur sozialen Kontrolle dient und mit einem Kastensystem verglichen wird. Auf der Grundlage des politischen, sozialen und wirtschaftlichen Hintergrunds der Person oder ihrer direkten Vorfahren sowie des Verhaltens ihrer Verwandten wird mit Hilfe von Songbun bestimmt, ob eine Person mit gesellschaftlicher Verantwortung betraut wird, wo sie sich niederlassen darf, welchen Beruf sie ausüben kann oder sogar ob sie ausreichend Nahrung erhält. Songbun beeinflusst den Zugang zu Bildungs- und Beschäftigungsmöglichkeiten und bestimmt insbesondere, ob eine Person berechtigt ist, der nordkoreanischen Regierungspartei, der Partei der Arbeit Koreas, beizutreten. Das System wurde Ende der 1950er unter Staatsgründer und Diktator Kim Il-sung eingeführt und ist weiterhin in Kraft. Unter Machthaber Kim Jong-un soll das System allerdings an Bedeutung verloren haben. Die Zugehörigkeit zu einer der drei Klassen wird grundsätzlich im Mannesstamm vererbt, die Herkunft der Mutter hat keinen Einfluss auf den Status der Kinder.

## Geschichte
Das Politbüro der Partei der Arbeit Koreas verabschiedete 1957 einen Erlass mit dem Titel „Über die Umwandlung des Kampfes mit konterrevolutionären Elementen in eine Allparteienbewegung des Volkes“, der die Politik und die Programme für die Durchführung der ersten groß angelegten Säuberung (Purge) der nordkoreanischen Gesellschaft festlegte. Eine Resolution vom 30. Mai errichtete die Grundlage für die sozio-politische Klassifizierung der gesamten nordkoreanischen Bevölkerung durch Songbun, indem sie die gesamte Bürgerschaft in drei verschiedene Loyalitätsgruppen auf der Grundlage des familiären Hintergrunds aufteilte: „freundliche oder Kern“, „neutrale/schwankende“ und „feindliche“ Kräfte.

## Beschreibung
Es gibt drei Hauptklassifikationen und etwa 50 Unterklassifikationen. Nach Kim Il-sung (1958) machte die loyale "Kernklasse" 25 % der nordkoreanischen Bevölkerung aus, die "schwankende Klasse" 55 % und die "feindliche Klasse" 20 %. Diejenigen, die einen Grundbesitzer, Kaufmann, Rechtsanwalt oder Christen als Vorfahren haben, erhalten einen sehr niedrigen Status. Den höchsten Status erhalten diejenigen, die von Teilnehmern des Widerstands gegen die japanische Besatzung während des Zweiten Weltkriegs und vor dem Zweiten Weltkrieg abstammen, sowie diejenigen, die ab 1950 Fabrikarbeiter, Arbeiter oder Bauern waren. Die Kernklasse bilden alle hochrangigen Parteikader und ihre Familien. Die schwankende Klasse ist den durchschnittlichen Nordkoreanern vorbehalten, während die „feindliche“ Klasse aus möglichen subversiven Elementen (z. B. ehemaligen Landbesitzern) besteht. Laut der CIA-Analytikerin Helen-Louise Hunter waren die Kommunisten sehr erfolgreich dabei, die vorrevolutionäre Gesellschaftsstruktur auf den Kopf zu stellen, in der Landbesitzer und mit den Japanern kollaborierende Bürokraten die Gesellschaft dominierten. Songbun ist ein Ausdruck dafür. Ihrer Ansicht nach besteht die "bevorzugte Klasse" aus 30 % der Bevölkerung, die „gewöhnlichen Menschen“ machen die mittleren 40 % aus, und die „unerwünschten“ machen die unteren 30 % aus.
Über jeden Nordkoreaner werden von Sicherheitsbeamten und Parteikadern ab dem Alter von 17 Jahren Akten geführt und alle zwei Jahre aktualisiert. Im Allgemeinen ist es schwierig, seinen Songbun zu verbessern, aber er kann aus verschiedenen Gründen herabgestuft werden, z. B. aus Mangel an politischem Enthusiasmus, weil er jemanden von geringerem Rang heiratet oder weil er wegen eines Verbrechens, sei es aus politischen oder anderen Gründen, verurteilt wird – oder weil ein Familienmitglied verurteilt wurde. Grundsätzlich wird die Songbun-Zugehörigkeit vom Vater vererbt. Die Kinder eines niedrig eingestuften Vaters und einer hoch eingestuften Mutter erlangen aus der Herkunft der Mutter keinen Vorteil.
Vor den späten 1960er Jahren war es möglich zu verheimlichen, dass ein Verwandter einen schlechten Status hatte. Die Abstammung aller Bürger wurde jedoch ab einer Volkszählung von 1966 gründlich überprüft. Diese Untersuchungen sind vermutlich eine Reaktion auf die 1966 begonnene chinesische Kulturrevolution gewesen. Kim Il-sung, der befürchtete, dass Peking sich auch in seinem Land einmischen würde, sei es durch eine Invasion oder durch die Unterstützung eines Staatsstreichs (zuvor waren chinesische Soldaten zu „provokativen Einfällen“ nach Korea geschickt worden), versuchte, die innere Sicherheit durch die Klassifizierung seiner Bürger zu erhöhen. Diese Untersuchungen wurden in den folgenden Jahren mehrmals wiederholt, und zwar aus Gründen, die von einem Korruptionsverdacht bei früheren Kontrollen bis zur Ausmerzung einer möglichen Opposition reichten.
Die US-Journalistin Barbara Demick beschreibt diese „Klassenstruktur“ als eine Aktualisierung des vererbten „Kastensystems“, das Konfuzianismus und Stalinismus miteinander verbindet. Sie gibt an, dass ein schlechter Familienhintergrund als „verdorbenes Blut“ bezeichnet wird und dass dieses „verdorbene Blut“ per Gesetz drei Generationen lang besteht. Sie behauptet auch, dass den Nordkoreanern ihre Einstufung nicht mitgeteilt wird und dass Kinder aufwachsen können, ohne über ihren Familienstatus Bescheid zu wissen. In ähnlicher Weise beschreibt die Analytikerin Helen-Louise Hunter Songbun als „Klassenhintergrund“ und sagt, dass es nicht offiziell veröffentlicht oder genau definiert ist.
Die nordkoreanische Regierung bestreitet offiziell die Existenz des Systems. Sie gibt an, dass alle Bürger gleich sind und dass sie jede Diskriminierung aufgrund des familiären Hintergrunds ablehnt.

## Bedeutung
Seit dem Zusammenbruch des Ostblocks Ende der 1980er bis Anfang der 1990er Jahre soll die Bedeutung des Systems abgenommen haben. Vor dem Zusammenbruch wurde die nordkoreanische Wirtschaft vom Ostblock stark subventioniert. Mit diesen Mitteln konnte die Regierung materielle Güter bereitstellen, so dass Einkommen durch Arbeit in der Industrie oder der Bürokratie erzielt werden konnte. Folglich hing die Fähigkeit, Güter aus dem Verteilungssystem zu beziehen, zu entscheiden, wo man leben konnte, welche Karriere man machte oder wie weit man in der Gesellschaft vorankommen konnte, allein von seinem Songbun ab, was ihn zum „wichtigsten Einzelfaktor machte, der das Leben eines Nordkoreaners bestimmte“. Vor dem Zusammenbruch des zentralisierten Systems – der zu Hungersnöten führte – hatte die Regierung „fast die vollständige Kontrolle über das Leben eines Individuums“; ergo war der einzige Weg, seinen Status oder Wohlstand zu erhöhen, das Vorankommen in der Bürokratie.
Während der nordkoreanischen Hungersnot von 1994 bis 1998 – als zwischen 500.000 bis 2,5 Millionen Menschen starben – bestimmte das Songbun-System „oft, wer etwas zu essen bekam und wer verhungerte“.
Als das zentralisierte System zusammenbrach, nahm die Bedeutung des Songbun ab. Um zu überleben, wurde der Kapitalismus „wiederentdeckt“, und der durchschnittliche Nordkoreaner bezieht nun den größten Teil seines Einkommens aus der Privatwirtschaft. Als sich diese privaten Märkte etablierten, war es stattdessen vorteilhafter, Teil der feindlichen Klasse zu sein, da sie nicht so abhängig von der Regierung waren wie diejenigen mit dem besseren Songbun. Der Militärdienst hat an Popularität verloren; früher, nach sieben bis zehn Jahren Dienst, konnte ein Nordkoreaner hoffen, ein einfacher Bürokrat zu werden, aber heute ist es profitabler, sich in der Privatwirtschaft zu engagieren. Für die Mitglieder der Regierungselite ist Songbun nach wie vor wichtig, aber für die Mehrheit der Nordkoreaner ist der persönliche Reichtum wichtiger als der Songbun geworden, wenn es darum geht, seinen Platz in der Gesellschaft zu definieren.
Ein prominentes Beispiel für Songbun ist Ko Yong-hi, die Mutter des derzeitigen Führers Kim Jong-un. Ko wurde in Osaka (Japan) geboren, was sie wegen ihres koreanisch-japanischen Erbes zu einer feindlichen Klasse machen würde; außerdem arbeitete ihr Großvater in einer Nähfabrik für die japanische kaiserliche Armee. Bevor ein interner Propagandafilm veröffentlicht wurde, gab es nach dem Aufstieg von Kim Jong-un drei Versuche, einen Personenkult um Ko zu etablieren, und zwar in einem Stil, der dem von Kang Pan-sŏk, der Mutter von Kim Il-sung, und Kim Jong-suk, der Mutter von Kim Jong-il und der ersten Frau von Kim Il-sung, ähnelt. Diese Versuche wurden nach Kim Jong-ils Schlaganfall von 2008 eingestellt. Der Aufbau eines Personenkults um Ko herum stößt auf das Problem ihres schlechten Songbun, da die Bekanntmachung ihrer Identität die reine Blutlinie der Kim-Dynastie untergraben würde. Kos richtiger Name oder andere persönliche Details wurden nicht öffentlich bekannt gegeben (ihre Herkunft konnte herausgefunden werden, da sie für Mansudae Art Troupe, eine Musikgruppe, in Pjöngjang arbeitete), so dass sie als „Mutter von Korea“ oder „Große Mutter“ bezeichnet wird, und der jüngste Propagandafilm nannte ihre Hauptfigur „Lee Eun-mi“. Die Komplikationen von Kos Songbun waren derart, dass nach Kim Jong-ils Tod ihre persönlichen Daten, einschließlich ihres Namens, zu Staatsgeheimnissen wurden. Während Songbun gewöhnlich vom Vater weitergegeben wird, hat Kos Hintergrund die „niedrigsten denkbaren Statusqualitäten“ für einen Nordkoreaner.

## Zitat
„Tomaten, die durch und durch rot sind, gelten als würdige Kommunisten, Äpfel, die nur an der Oberfläche rot sind, gelten als ideologisch verbesserungswürdig, und Trauben sind völlig hoffnungslos.“